# مانیت (میشیگان)
مانیت (به انگلیسی: Munith) یک منطقهٔ مسکونی در ایالات متحده آمریکا است که در شهرستان جکسون، میشیگان واقع شده‌است. مانیت ۲۸۷ متر بالاتر از سطح دریا واقع شده‌است.